# Tribalia
Tribalia, antiguo ducado eslavo ubicado al oriente de la moderna Bosnia-Hercegovina, en la frontera con el actual Kosovo. Debe su denominación al nombre dado, en tiempos clásicos, más ampliamente a toda la región adyacente, habitada por la tribu tracia de los tribalos.

## La Tribalia clásica

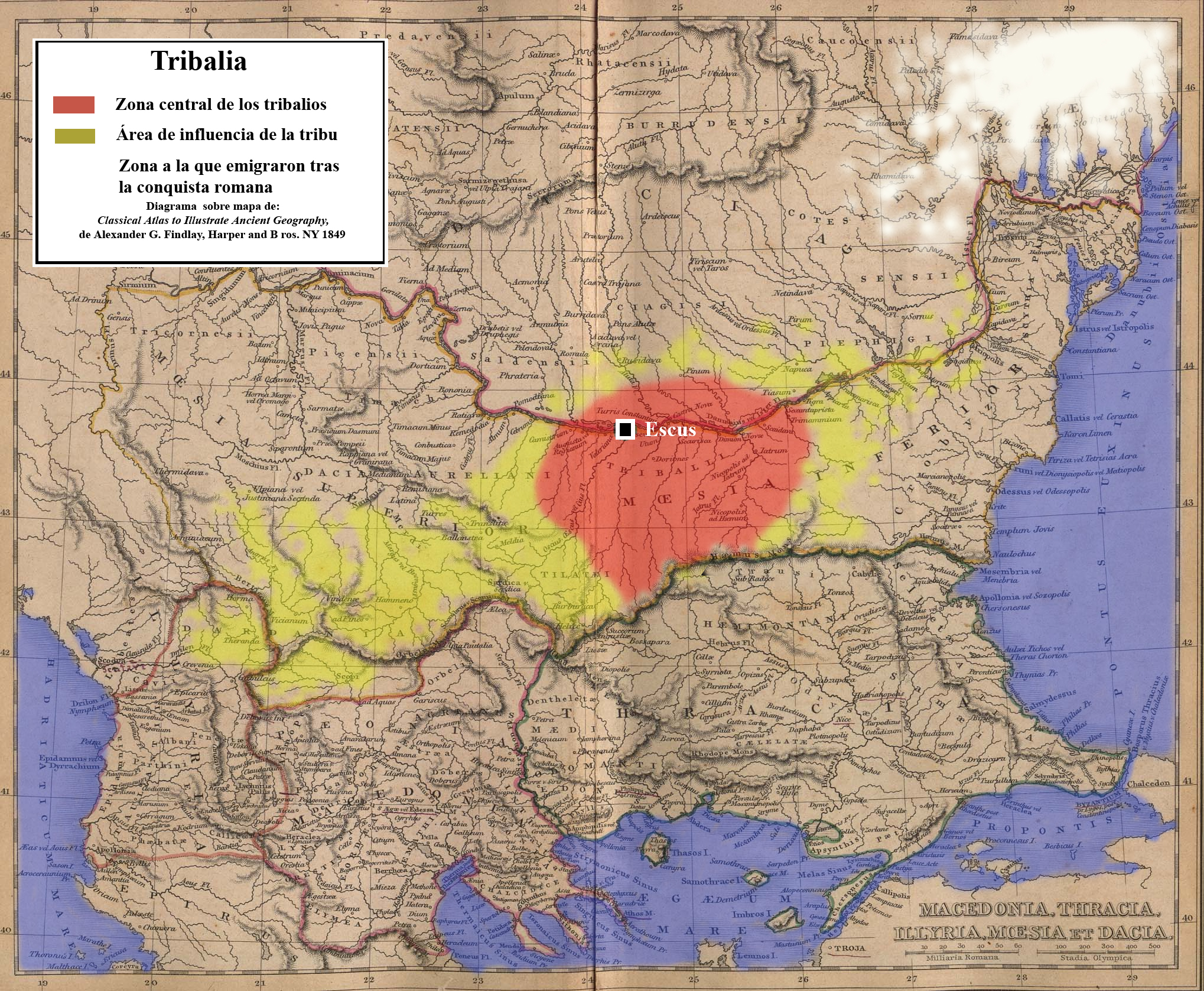
Tribalia.

La antigua Tribalia, que era el nombre que los griegos daban al país, se ubicaba en la que sería la provincia romana de Mesia, abarcando áreas de las actuales Serbia, Kosovo, Bulgaria y una pequeña área fronteriza de Rumania (entonces Dacia). La Tribalia se abría hacia el noroeste desde la confluencia de los ríos Morava del Oeste y Morava del Sur (llamados Angrus y Bongrus por los romanos). Pero el territorio, en determinados períodos, también abarcó hacia el poniente de la unión de ambos ríos incluyendo zonas como el llamado «llano de los Tribalios», la actual cuenca de Kosovo.
Claudio Ptolomeo señaló que en su tiempo (siglo I) la Tribalia se reducía a la franja entre los ríos Ciaebrus (Tzibritza) y Utus (río Vit), y tenía como capital la ciudad de Oescus (la posterior población romana de Ulpia Escus, actual villa de Gigen, cerca de Pleven, Bulgaria).
Algunos griegos antiguos ubicaban el mitológico país de Nisa, hogar de las híades, en Tribalia. Otros asociaban alternativamente ese lugar con Etiopía, Arabia, Anatolia o Libia.

## El ducado de Tribalia
Pero la denominación «Tribalia» siguió siendo usada en tiempos posteriores. Por ejemplo, una revista española la definía así:

La Tribalia o Bosnia de los bizantinos forma hoy, con la Herzegovina y la Croacia y Dalmacia turcas, una de las más vastas provincias del Imperio otomano en Europa. Es comarca muy accidentada, difícil de conquistar y favorecida por la naturaleza con minas de oro, plata, hierro y azogue, y valles, vertientes y colinas donde se pueden cultivar productos en diferentes latitudes. Algunos ríos arrastran con sus arenas partículas de oro y se conocen varias minas de plata que eran explotadas antes de la dominación turca, porque hoy ni el oro ni la plata se recogen por temor de excitar la avidez de los cristianos. No sucede así con las minas de hierro, donde ocupan más de dos mil trabajadores católicos y bohemios.
Revista Europea, 6 de febrero de 1876

- Datos: Q3658646